# Alicja Lasota-Moskalewska
Alicja Barbara Lasota-Moskalewska (ur. 1937) – polska biolog i archeozoolog, nauczyciel akademicki, profesor nauk humanistycznych.

## Życiorys
W 1961 ukończyła studia biologiczne na Uniwersytecie Warszawskim. Pracowała w Instytucie Matki i Dziecka w Warszawie, następnie w Państwowym Muzeum Archeologicznym. W drugiej połowie lat 60. podjęła także studia na Wydziale Weterynaryjnym SGGW. Doktoryzowała się w 1969 na Uniwersytecie Jagiellońskim. Zatrudniona później jako specjalistka w stołecznej Pracowni Archeologiczno-Konserwatorskiej. Habilitowała się również na UJ w drugiej połowie lat 70. W 1998 otrzymała tytuł naukowy profesora nauk humanistycznych.
Od lat 90. zawodowo związana również z Uniwersytetem Warszawskim. Została profesorem zwyczajnym w Instytucie Archeologii na Wydziale Historycznym UW, następnie na Wydziale „Artes Liberales” tej uczelni. Powołana m.in. w skład rady naukowej Instytutu Systematyki i Ewolucji Zwierząt Polskiej Akademii Nauk.
Specjalizuje się w zakresie ikonografii zwierzęcej, badaniach szczątków zwierzęcych, a także archeozoologii. Jest autorką pierwszego w Polsce programu nauczania tej dziedziny.

## Wybrane publikacje
- Archeozoologia. Ssaki, Wyd. UW, 2008
- Podstawy archeozoologii. Szczątki ssaków, Wyd. Naukowe PWN, 1997
- Zwierzęta udomowione w dziejach ludzkości, Wyd. UW, 2005